# Сохо

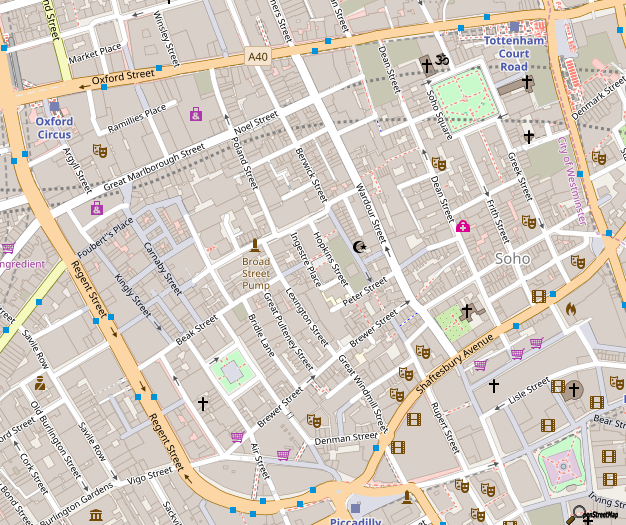
Карта Сохо

Сохо (англ. Soho) — торговельно-розважальний квартал в центральній частині лондонського Вест-енда в адміністративному окрузі Вестмінстер. Квартал обмежений Оксфорд-стріт з півночі, Ріджент-стріт із заходу, Лестер-сквер і площею Пікаділлі з півдня та Чарінг-Крос-Роуд зі сходу. У південній частині району розташований лондонський Чайна-таун. На захід від Сохо перебуває ексклюзивний квартал Мейфер.

## Історія
Раніше на місці Сохо було невелике село, поки у 1536 Генріх VIII не наказав розбити королівський парк біля резиденції Вайтхол. Назва Сохо закріпилося за містечком у XVII столітті — історики вважають, що назва походить від мисливського вигуку.
На відміну від престижних сусідніх кварталів Мейфер, Блумсбері і Мерілебон, в Сохо селилися в основному іммігранти і нижчі верстви населення. У XIX столітті заможні містяни остаточно покинули квартал і Сохо став притулком для будинків з повіями, невеликих театрів та інших розважальних закладів. У середині XIX століття в Сохо спалахнула епідемія холери, яка забрала життя 14 000 чоловік. Завдяки дослідженням Джона Сноу у 1854 було встановлено, що хвороба була спричинена антисанітарією та стічними водами, які виливалися просто у Темзу. Після влаштованого водовідведення епідемія припинилася.
У першій половині XX століття недорогі кафе стали місцем зустрічей представників богеми — письменників, художників, інтелектуалів. З середини XX століття особливо активно стало розвиватися музичне життя Лондона, особливу популярність завоював джаз, а пізніше і рок. У 1960–1960 Карнабі-стріт стала серцем «Лондона, що свінгує». Також Сохо був центром лондонської біт-культури.

## Теперішній час
На цей час Сохо вважається головним розважальним кварталом Лондона з великою кількістю театрів і кінотеатрів, нічних клубів, пабів та секс-шопів. Крім цього, у Сохо влаштувалося гей-поселення, більшість представників гомосексуальної орієнтації проживають в районі Олд Комптон стріт.

## Галерея

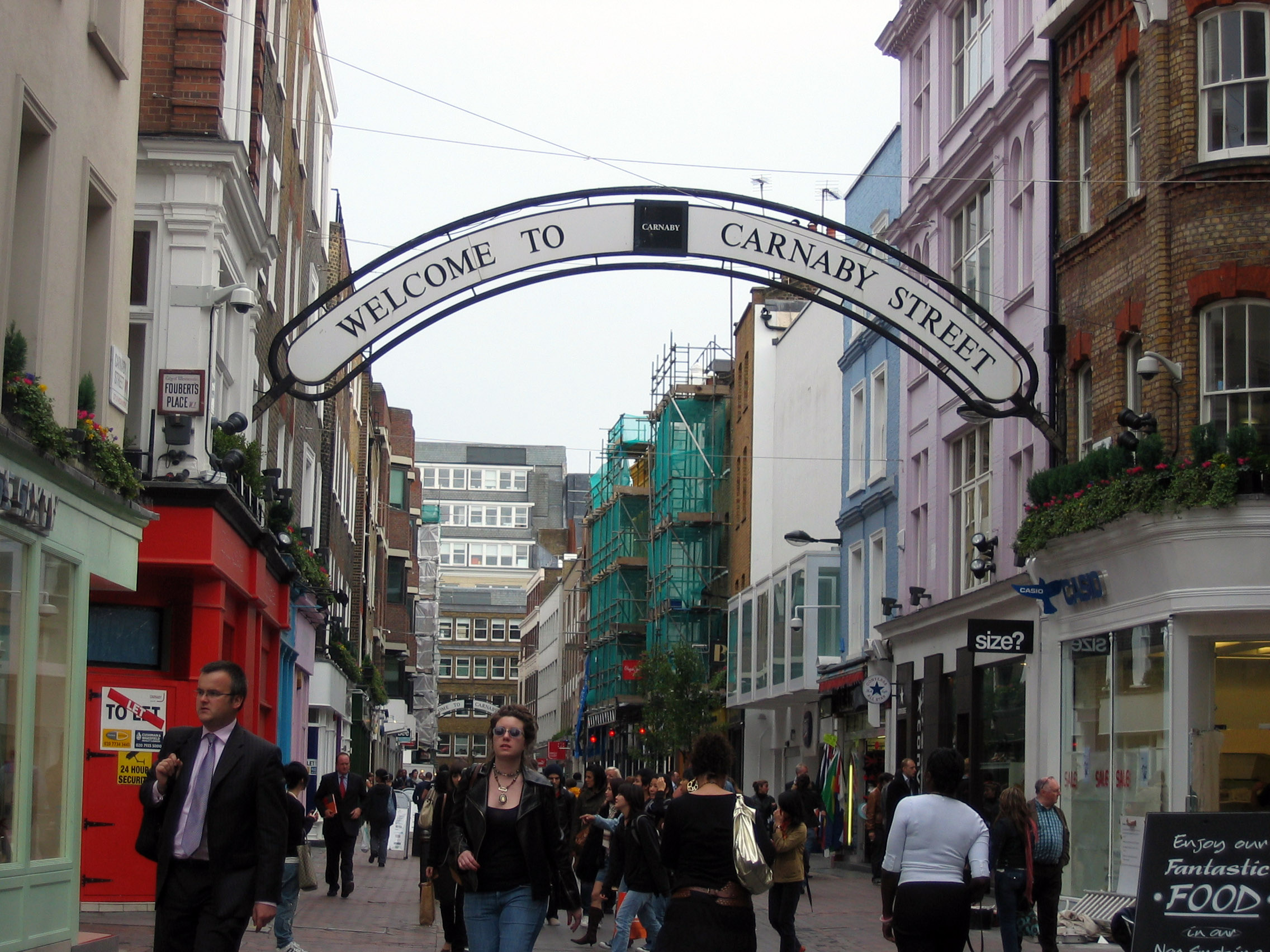
Карнабі-стріт
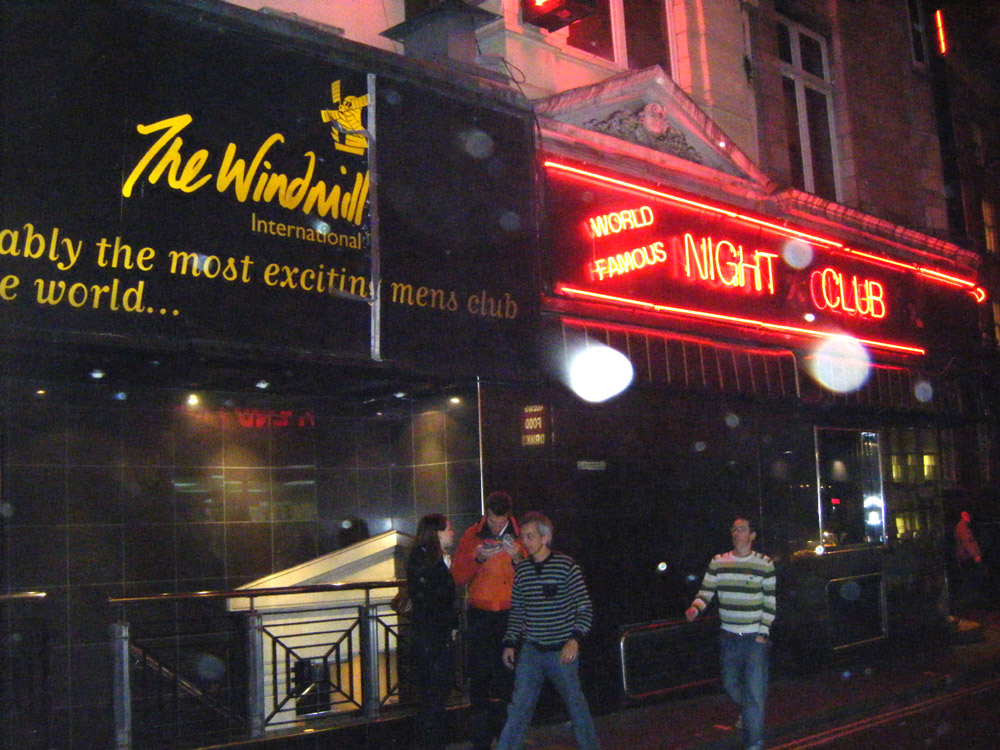
Нічне життя в Сохо
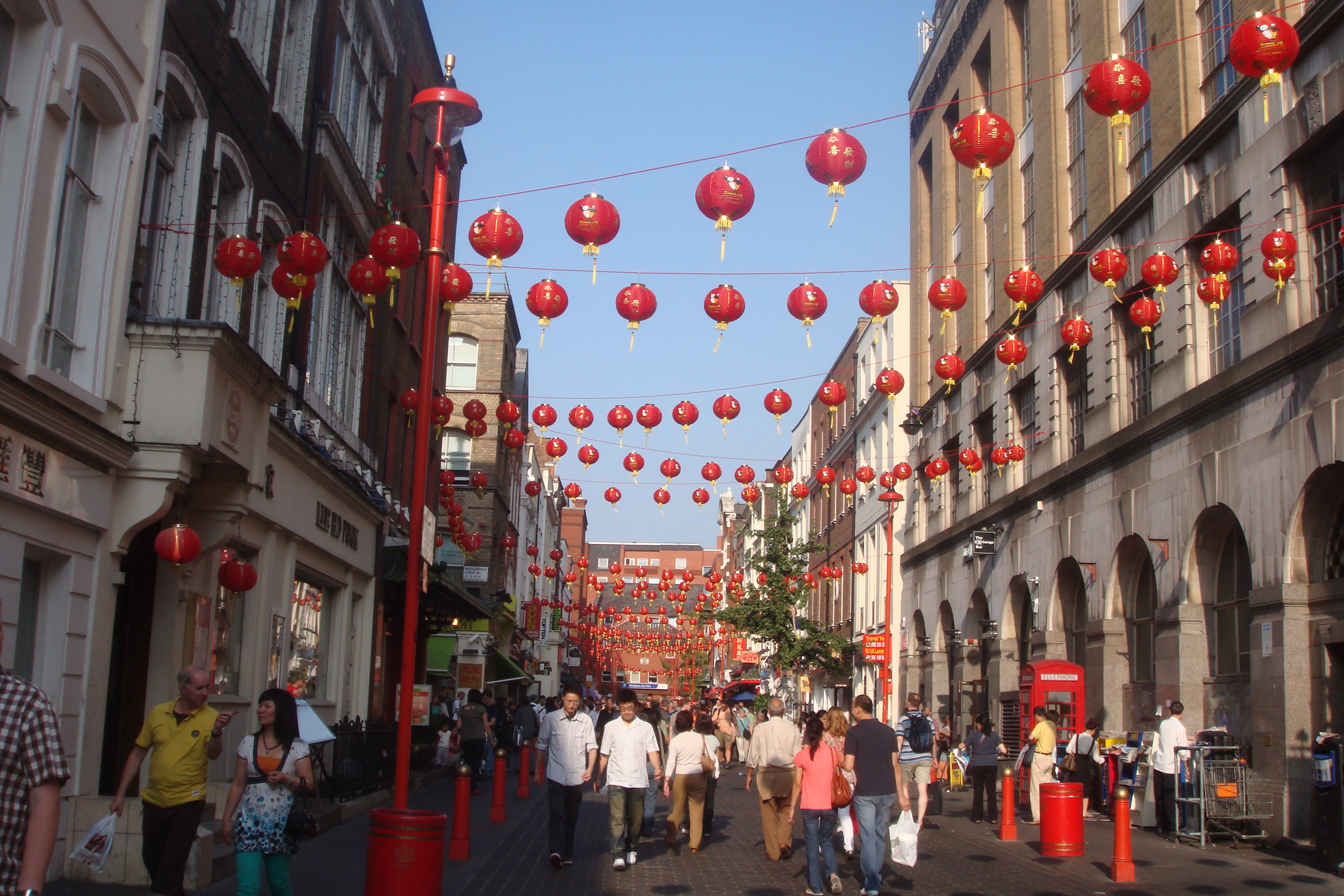
Чайна-таун
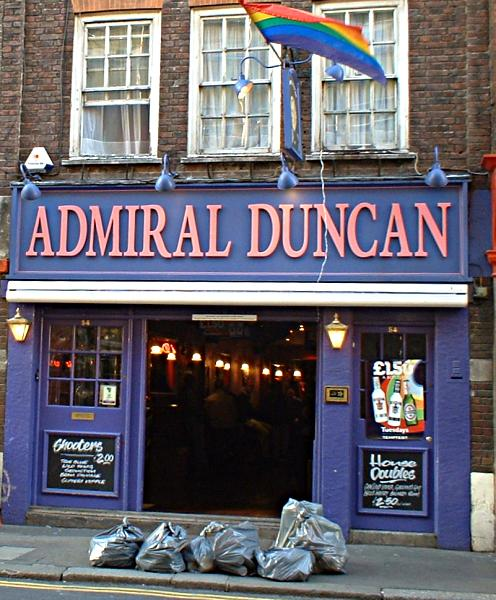
Гей-бар